# Головино (Дзержинський район)
Головино (рос. Головино) — присілок в Дзержинському районі Калузької області Російської Федерації.
Населення становить 2 особи. Входить до складу муніципального утворення Присілок Рудня.

## Історія
Від 2004 року входить до складу муніципального утворення Присілок Рудня.

## Населення
| 2002 | 2010 |
| ---- | ---- |
| 4    | ↘2   |